# Gueorgui Alexeïev
Georges Alekseïev (en russe : Георгий Петрович Алексеев, Gueorgui Petrovitch Alekseïev) est un noble, homme politique de l'Empire russe. Né en 1843 dans le gouvernement de Iekaterinoslav et mort à Iekaterinoslav en 1914.

## Biographie
Il fut grand chambellan de la cour de Russie et se trouve représenté sur le tableau Les Cosaques zaporogues écrivant une lettre au sultan de Turquie d'Ilia Repine. Il avait fait ses études à l'Université de Kharkov.

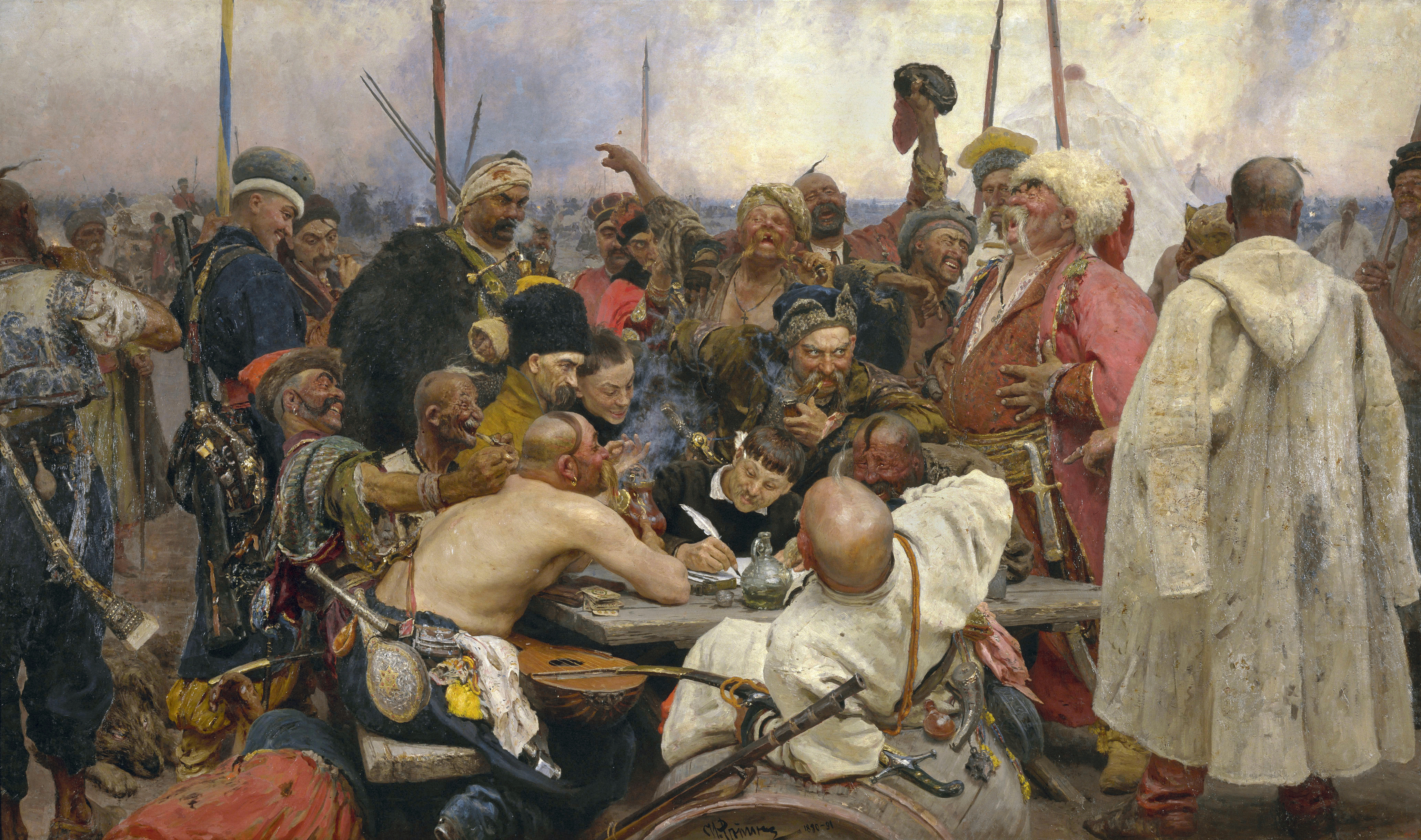
C'est lui au premier plan sur le tonneau.